# Chinameca, Veracruz
Chinameca är en ort i Mexiko.   Den ligger i kommunen Chinameca och delstaten Veracruz, i den sydöstra delen av landet, 500 km öster om huvudstaden Mexico City. Chinameca ligger 50 meter över havet och antalet invånare är 7 094.
Terrängen runt Chinameca är huvudsakligen platt. Chinameca ligger uppe på en höjd. Runt Chinameca är det tätbefolkat, med 591 invånare per kvadratkilometer. Närmaste större samhälle är Minatitlán, 13,4 km öster om Chinameca. Omgivningarna runt Chinameca är en mosaik av jordbruksmark och naturlig växtlighet.